# Capparis bodinieri
Capparis bodinieri är en kaprisväxtart som beskrevs av Leveille. Capparis bodinieri ingår i släktet Capparis och familjen kaprisväxter. Inga underarter finns listade i Catalogue of Life.